# De Mijl

Het wapen van de gemeente De Mijl

De Mijl, ook wel genoemd De Mijl, Crabbe en Nadort, is de naam van een voormalige heerlijkheid en latere gemeente op het Eiland van Dordrecht en in de Hoeksche Waard.
In de middeleeuwen was De Mijl een ten zuidwesten van Dordrecht gelegen heerlijkheid in de zogenaamde Tieselenswaard. Tijdens het beleg van Dordrecht in 1418 werd De Mijl ingenomen door Hertog Jan IV van Brabant en zijn leger. Er werd een blokhuis in het dorp gebouwd, maar dit werd op 10 augustus 1418 in brand gestoken en de Brabanders moesten na de veldslag vluchten. De Sint-Elisabethsvloed maakte aan het bestaan van de grond een einde, maar de rechten op de heerlijkheid bleven. Toen in de loop van de zestiende en zeventiende eeuw steeds meer grond droogviel, begonnen de heren van De Mijl de hun toebehorende grond weer in te polderen. De bekendste van hen was Arend Cornelisz., tevens burgemeester van Dordrecht en sinds 1554 ook erfpachter van het nabijgelegen Dubbeldam. Het gebied van de heerlijkheid werd weer op het water herwonnen.
Na de napoleontische tijd werd De Mijl een gemeente met een zeer landelijk karakter: er was geen dorpskern in te vinden. De Dordtse Kil spleet de gemeente in tweeën. In de Hoeksche Waard lag de zogenaamde Mijlpolder. Aan de oostkant van de Kil lag de Krabbepolder, die na de aanleg van het Mallegat in 1655 een eilandje werd van 61 bunder groot en in 1821 werd bedijkt. De Krabbepolder is genoemd naar de waterloop Krabbe die erdoorheen liep (later tot de Krabbegeul uitgegraven); het is onbekend of er ook een buurschap Krabbe heeft bestaan. Oostelijk van het Mallegat, op het Eiland van Dordrecht dus, lag het gehucht De Mijl, ook wel Nadort genoemd. Ten slotte hoorde het kasteel Crabbehoff met zijn landerijen bij De Mijl, als enclave in Dubbeldams grondgebied. De gemeente grensde, met de klok mee, aan Dubbeldam, Wieldrecht, 's Gravendeel en Puttershoek.
Vanwege het geringe aantal inwoners en de afwezigheid van een dorpskern werd de gemeente in 1857, tegelijk met Wieldrecht, verdeeld onder Dubbeldam en 's-Gravendeel. Het oostelijke (Dubbeldamse) deel werd later door Dordrecht geannexeerd en gebruikt voor de aanleg van de zeehaven. Hierbij ging het gehucht verloren. De naam leeft voort in de straatnaam Mijlweg, die zowel in Dordrecht als in 's-Gravendeel bestaat. De Dordtse Mijlweg loopt westelijk naast de A16, op de plaats waar het gehucht lag; de 's-Gravendeelse Mijlweg loopt door de gelijknamige polder.